# Càrrega nuclear efectiva
En física atòmica, la càrrega nuclear efectiva d'un electró en un àtom o ió multielectrònic és el nombre de càrregues elementals ({\displaystyle e}) un electró experimenta pel nucli. Es denota per Zeff. El terme "eficaç" s'utilitza perquè l'efecte de blindatge dels electrons carregats negativament impedeix que els electrons d'energia més alta experimentin la càrrega nuclear completa del nucli a causa de l'efecte repel·lent de la capa interior. La càrrega nuclear efectiva que experimenta un electró també s'anomena càrrega del nucli. És possible determinar la força de la càrrega nuclear pel nombre d'oxidació de l'àtom. La majoria de les propietats físiques i químiques dels elements es poden explicar a partir de la configuració electrònica. Considereu el comportament de les energies d'ionització a la taula periòdica. Se sap que la magnitud del potencial d'ionització depèn dels següents factors:
1. La mida de l'àtom
2. La càrrega nuclear; nombre d'oxidació
3. L'efecte de pantalla de les closques interiors
4. La mesura en què l'electró més extern penetra en el núvol de càrrega creat per l'electró interior.

A la taula periòdica, la càrrega nuclear efectiva disminueix en un grup i augmenta d'esquerra a dreta durant un període.

## Descripció
El nombre atòmic efectiu Z eff, (de vegades conegut com la càrrega nuclear efectiva) d'un electró en un àtom multielectrònic és el nombre de protons que aquest electró "veu" efectivament a causa del cribratge dels electrons de la capa interna. És una mesura de la interacció electroestàtica entre els electrons carregats negativament i els protons carregats positivament a l'àtom. Es pot veure els electrons d'un àtom com a "apilats" per energia fora del nucli; els electrons d'energia més baixa (com els electrons 1s i 2s) ocupen l'espai més proper al nucli, i els electrons de major energia es troben més lluny del nucli.
L'energia d'unió d'un electró, o l'energia necessària per eliminar l'electró de l'àtom, és una funció de la interacció electroestàtica entre els electrons carregats negativament i el nucli carregat positivament. Per exemple, en el ferro (número atòmic 26), el nucli conté 26 protons. Els electrons més propers al nucli els "veuran" gairebé tots. No obstant això, els electrons més llunyans són apantallats del nucli per altres electrons entremig i, com a resultat, senten menys interacció electroestàtica. L'electró 1s del ferro (el més proper al nucli) veu un nombre atòmic efectiu (nombre de protons) de 25. La raó per la qual no és 26 és que alguns dels electrons de l'àtom acaben repel·lent els altres, donant una interacció electroestàtica netament inferior amb el nucli. Una manera d'imaginar aquest efecte és imaginar l'electró 1s assegut a un costat dels 26 protons del nucli, amb un altre electró assegut a l'altre costat; cada electró se sentirà menys que la força d'atracció de 26 protons perquè l'altre electró aporta una força repel·lent. Els electrons 4s del ferro, que estan més allunyats del nucli, senten un nombre atòmic efectiu de només 5,43 a causa dels 25 electrons que hi ha entre ell i el nucli que protegeix la càrrega.
Els nombres atòmics efectius són útils no només per entendre per què els electrons més llunyans del nucli estan molt més febles lligats que els més propers al nucli, sinó també perquè ens poden indicar quan hem d'utilitzar mètodes simplificats per calcular altres propietats i interaccions. Per exemple, el liti, número atòmic 3, té dos electrons a la capa 1s i un a la capa 2s. Com que els dos electrons 1s apliquen els protons per donar un nombre atòmic efectiu per a l'electró 2s proper a 1, podem tractar aquest electró de valència 2s amb un model hidrogènic.
Matemàticament, el nombre atòmic efectiu Z eff es pot calcular mitjançant mètodes coneguts com a càlculs de "camp autoconsistent", però en situacions simplificades només es pren com el nombre atòmic menys el nombre d'electrons entre el nucli i l'electró considerat.

## Càlculs
En un àtom amb un electró, aquest electró experimenta la càrrega completa del nucli positiu. En aquest cas, la càrrega nuclear efectiva es pot calcular mitjançant la llei de Coulomb.
Tanmateix, en un àtom amb molts electrons, els electrons exteriors són simultàniament atrets pel nucli positiu i repel·lits pels electrons carregats negativament. La càrrega nuclear efectiva d'aquest electró ve donada per l'equació següent: {\displaystyle Z_{\mathrm {eff} }=Z-S} on
- {\displaystyle Z} és el nombre de protons del nucli (nombre atòmic) i
- {\displaystyle S} és la constant de blindatge.

S es pot trobar mitjançant l'aplicació sistemàtica de diversos conjunts de regles.

### Les regles de Slater
El mètode més senzill per determinar la constant de blindatge per a un electró donat és l'ús de les "regles de Slater", ideades per John C. Slater i publicades el 1930. Aquestes regles algebraiques són significativament més senzilles que trobar constants de blindatge utilitzant el càlcul ab initio.

### Mètode Hartree-Fock
Un mètode més justificat teòricament és calcular la constant de blindatge mitjançant el mètode Hartree-Fock. Douglas Hartree va definir la Z efectiva d'un orbital Hartree-Fock com: {\displaystyle Z_{\mathrm {eff} }={\frac {\langle r\rangle _{\rm {H}}}{\langle r\rangle _{Z}}}} on
- {\displaystyle \langle r\rangle _{\rm {H}}} és el radi mitjà de l'orbital de l'hidrogen i
- {\displaystyle \langle r\rangle _{Z}} és el radi mitjà de l'orbital per a una configuració de protons amb càrrega nuclear Z